# Hosteen Klah

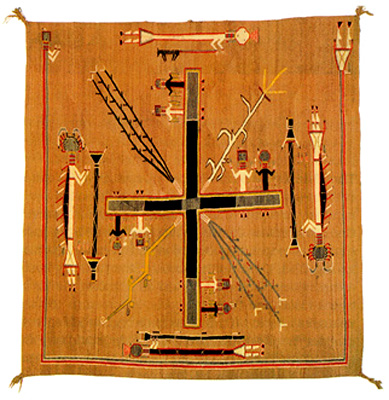
Un tejido basado en una pintura de arena de la ceremonia del tronco giratorio realizada por Klah, alrededor de 1925.

Hosteen Klah (1867–27 de febrero de 1937) fue una persona artista, curandera y practicante ceremonial navaja. Se le conocía por combinar técnicas de tejido tradicional navajo con imágenes sagradas de pintura de arena, Klah jugó un papel importante en la preservación y documentación de diferentes aspectos de la religión y la cultura navaja. Como nádleehi, un rol de género reconocido dentro de la sociedad navaja, Klah estaba al cargo de roles sociales y ceremoniales tanto masculinos como femeninos.

## Biografía
Hosteen (escrito "Hastiin" en el idioma navajo) Klah nació en 1867 en el valle de Tunicha, en lo que hoy es Nuevo México. Sus padres fueron Hoksay Nolyae y Ahson Tsosie. El nombre "Klah" hace referencia a una persona zurda. Klah no asistió a escuelas residenciales administradas por el gobierno, en su lugar su tío, un curandero, le formó mediante un entrenamiento espiritual tradicional.
A los diez años Klah había memorizado y podía realizar una ceremonia de curación navaja completa. Estas ceremonias a menudo incluían danzas, cánticos, cantos y pinturas de arena (la práctica de crear imágenes sagradas y temporales utilizando arena coloreada y otros materiales naturales).

## Identidad de género
Klah fue una persona nádleehi muy reconocida. Los nádleehi son personas de origen navajo que encarnan tanto roles masculinos como femeninos. En el caso de Klah, esto incluía realizar cantos ceremoniales (un rol típicamente asociado con los hombres) y dedicarse a la tejeduría (típicamente asociado con las mujeres).
En aquella época, a la mayoría de los individuos nádleehi se les asignaba el sexo masculino al nacer, aunque algunos pueden haber sido intersexuales. Aunque muchos nádleehi vestían ropa de mujer, Klah no lo hacía. Klah nunca se casó y no se conoce ninguna relación que haya podido tener, aunque los detalles sobre su vida personal siguen siendo limitados.

## Tejeduría y arte
Klah dominó varias formas de arte tradicionales navajas, particularmente el tejido y la pintura con arena. Tejió su primer textil importante en la Exposición Mundial Colombina de Chicago de 1892-1893, donde también pudo haber participado en una demostración de pintura con arena.
Alrededor de 1914 Klah comenzó a incorporar imágenes ceremoniales sagradas, como figuras de la danza Yéʼii bicheii, en sus tejidos. En 1919, completó su primer tejido basado explícitamente en diseños pintados con arena. Fue un acto controvertido en algunos sectores de la comunidad navaja, ya que tradicionalmente las imágenes pintadas con arena se consideran impermanentes. A pesar de la controversia, el enfoque innovador de Klah atrajo la atención de coleccionistas y antropólogos.
En 1934 Klah hizo una demostración pública de pintura con arena en la Century of Progress Exposition (del inglés, "Exposición del Siglo del Progreso") en Chicago, un evento al que asistió el presidente Franklin D. Roosevelt.
Antes de morir Klah transmitió sus conocimientos sobre tejidos e imágenes ceremoniales a dos de sus sobrinas, asegurando así la continuidad de sus técnicas y su legado artístico.

## Museo Wheelwright
En 1921, Klah conoció a Mary Cabot Wheelwright, una antropóloga de Boston. Juntos fundaron lo que se convertiría en el Museo Wheelwright del Indio Americano en Santa Fe, Nuevo México. Debido a su preocupación por la erosión de la religión tradicional navaja por las políticas de asimilación misioneras del gobierno de Estados Unidos, Klah buscó preservar su conocimiento ceremonial para las generaciones futuras.
Originalmente denominada Casa de Oración Navaja y Casa de la Religión Navaja, la institución posteriormente pasó a llamarse Museo de Arte Ceremonial Navajo. En 1977, adoptó su nombre actual, Museo Wheelwright, tras la repatriación de materiales ceremoniales delicados a la Nación Navajo.
En 1942 el museo publicó Navajo Creation Myth – The Story of the Emergence (en español "El mito de la creación navajo: la historia del surgimiento"), de Hosteen Klah, basada en los registros de Mary C. Wheelwright.

## Muerte
Hosteen Klah murió el 27 de febrero de 1937 de neumonía y se le enterró en los terrenos del Museo Wheelwright.